# Zygmunt Klemensiewicz
Zygmunt Klemensiewicz (* 24. květen 1886, Krakov, Polsko - † 25. březen 1963, Gliwice) byl polský chemik a fyzik, profesor na Lvovské polytechnice ve Lvově, horolezec.

## Životopis
Byl synem Roberta (učitele historie a geografie, ředitele gymnázia) a Marii Josefy z Reichmanów (spisovatelky a překladatelky skandinávské literatury). Od roku 1892 žil s rodiči ve Lvově, kde v roce 1904 ukončil gymnaziální studia. Pak v letech 1904-1908 studoval chemii, fyziku a matematiku na Lvovské univerzitě. V červenci 1908 získal titul doktora filozofie. Působil jako stipendista v Karlsruhe, kde spolu s profesorem Fritzem Haberou vyvinul první skleněnou elektrodu, která našla využití v dalších desetiletích. V roce 1912 habilitoval na Lvovské univerzitě, kde byl jmenován docentem. V roce 1913 dostal stipendium Carnegie-Curie na Ústavu pro radium v Paříži, kde pracoval až do začátku první světové války pod vedením Marie Curie-Skłodowské. Během války pracoval v Pasteurově institutu. Během let 1920-1940 byl profesorem na Lvovské polytechnické univerzitě.
Po vypuknutí druhé světové války a po obsazení východní části Polska Rudou armádou byl okupačními sovětskými vojsky vězněn od 19. března 1940 v Nowosielicích, Stryji, Charkově a Starobilsku, kde byl v říjnu 1940 odsouzen na 5 let vězení v trestaneckém táboře. Trest si odpykal v Kazachstánu v letech 1940-1942. Po uzavření Dohody Sikorski-Majský byl 28. srpna 1942 propuštěn. Přes Írán a Egypt odešel do Velké Británie, kde žil až do roku 1956. Po návratu do Polska byl profesorem na Slezské polytechnice v Gliwicích.

### Výlety do Vysokých Tater
Byl zapáleným horolezcem a alpinistou. V roce 1913 vydal první polskou horolezeckou učebnici Zasady taternictwa. Byl zkušeným lyžařem, zajímal se o fotografování, zejména o horskou fotografii. V meziválečném období byl viceprezidentem Polského lyžařského svazu. Na mnoha horolezeckých túrách mu dělala společnost jeho manželka († 2. března 1975, Krakov). Byl spoluzakladatelem Himalaya Clubu.